# ورشان
الوَرَشَان أو الوَرَشَان المَأْلُوف (جمعها وِرْشان ووراشين) أو الحَيْذُوَان (بالإنجليزية: Common Wood Pigeon)‏ تنتشر في الأماكن الزراعية والحدائق، والواحات، يتواجد في المناطق شبه الصحراوية وبالقرب من القرى والمسطحات الزراعية، والسدود. وهي حذرة جداً في طباعها ويصعب الاقتراب منها. من السهل التعرف على هذا الطائر من لونه الرملي وشبه الطوق الأسود على رقبته وهو مقيم شائع جداً ويتكاثر.

## التغذية
يتغذى على الحبوب والبذور التي يجدها على سطح الأرض.

## اقرأ أيضا
- تطور الطيور
- البلشون الأرمد